# Cratere Coriolis
Coriolis è un cratere lunare di 78,56 km situato nella parte nord-occidentale della faccia nascosta della Luna, a cavallo dell'equatore lunare e a nord-ovest del cratere Daedalus.
Il bordo di Coriolis è eroso e numerosi piccoli crateri si trovano lungo il margine. A nord il bordo è danneggiato e presenta una zona protrusa verso l'esterno e di altitudine minore. Il pianoro interno presenta piccoli crateri lungo le pendici interne orientali e meridionali. Verso il centro si trovano alcune basse formazioni collinari.
Il cratere è dedicato al fisico e matematico francese Gaspard Gustave de Coriolis.

## Crateri correlati
Alcuni crateri minori situati in prossimità di Coriolis sono convenzionalmente identificati, sulle mappe lunari, attraverso una lettera associata al nome.
| Coriolis | Coordinate            | Diametro (in km) |
| -------- | --------------------- | ---------------- |
| C        | 1°53′24″N 173°12′00″E | 17,27            |
| G        | 0°02′24″S 174°33′00″E | 17,74            |
| H        | 0°35′24″S 174°03′36″E | 13,03            |
| L        | 2°02′24″S 172°36′00″E | 30,52            |
| M        | 1°30′00″S 171°31′12″E | 28,37            |
| S        | 0°06′00″N 169°39′36″E | 17,54            |
| W        | 3°03′36″N 168°03′00″E | 37,57            |
| Y        | 3°34′12″N 170°57′36″E | 30,87            |
| Z        | 3°55′12″N 171°28′48″E | 42,39            |